# Пикун-Леуфу
Пикун-Леуфу (исп. Picún Leufú) — город и муниципалитет в департаменте Пикун-Леуфу провинции Неукен (Аргентина), административный центр департамента.

## История
В 1882 году полковник Энрике Годой основал здесь форт Пикун-Леуфу. Год спустя тот же Энрике Годой, уже произведённый в генералы, основал рядом поселение, которое получило название Кабо-Аларкон в честь сержанта, погибшего при доставке сообщения во время войны с индейцами. Однако в 1912-1915 годах в силу ряда причин поселение утратило своё значение, и население в основном покинуло эти места.
В 1940 году населённый пункт был основан вновь. В 1968-1969 годах из-за строительства Чоконской плотины и затопления территории населённый пункт был перемещён на 6 км на запад.